# Gigantomanie

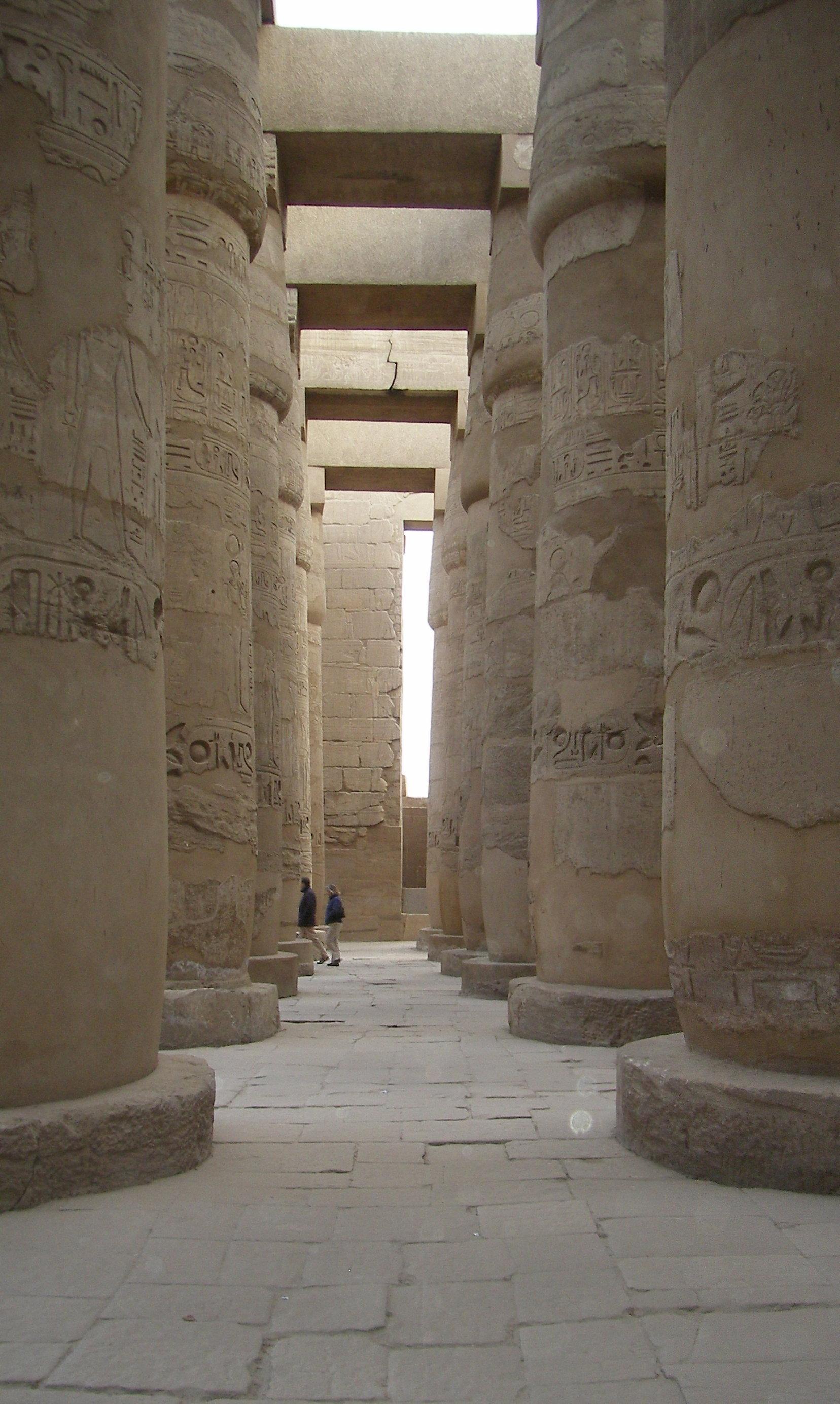
Gigantische Säulen im Tempel von Karnak in Ägypten

Als Gigantomanie (v. griech.: gigas ‚groß‘, mania ‚Wahnsinn‘) bezeichnet man das Streben, die Mitmenschen durch demonstrative, ins Maßlose und Riesige übersteigerte Leistungen zu übertreffen. Durch monumentale bis überdimensionierte Bauten suchten Herrscher aller Zeiten ihre Macht zu demonstrieren und zu sichern.
Durch ein ins Unermessliche gesteigertes Streben suchten Menschen gottgleich zu werden. In der Überlieferung vom Turm zu Babel fand diese Ambition eine kritische Reflexion. Kulturphilosophisch findet dieses Phänomen (auch Gigantismus oder Titanismus) in der Neuzeit u. a. bei Oswald Spengler, Günther Anders oder Carl Friedrich von Weizsäcker in unterschiedlicher Weise Beachtung.